# Догана (Фиренца)
Догана је насеље у Италији у округу Фиренца, региону Тоскана.
Према процени из 2011. у насељу је живело 550 становника. Насеље се налази на надморској висини од 47 м.